# 나폴리에서의 4일
나폴리에서의 4일(Le quattro giornate di Napoli, The Four Days of Naples)은 이탈리아에서 제작된 나니 로이 감독의 1962년 드라마, 전쟁 영화이다. 레지나 비안치 등이 주연으로 출연하였다.

## 내용
1943년, 무솔리니를 대신해서 정권을 잡은 신정부는 연합군에 항복한다. 독일군은 나폴리를 점령한 후 남자들을 집합시키고 건물을 헐기 시작한다. 그러자 시민들이 일제히 봉기하여 시민 전체의 저항운동으로써 독일군을 시외로 몰아낸다.

## 감상
나폴리의 저항운동, 시민의 일제봉기, 시가전 등을 기록영화와 같은 수법으로 충실하게 재현시킨 작품이다. 신인(新人) 난니 로이가 널리 인정을 받게 된 작품으로서, 군집장면(群集場面)과 현실묘사는 특히 우수하다. 네오 리얼리즘의 전통을 지키면서 한층 다큐멘터리 수법을 강하게 보여준 연출인데, 이러한 연출이 새로운 타입의 이탈리아영화로서 주목을 끌었다.

## 출연

### 주연
- 레지나 비안치
- 알도 지우프리
- 레아 마사리
- 장 소렐

### 조연
- 프랑코 스포르텔리
- 샤를 벨몽
- 지안 마리아 볼론테
- 프랭크 울프
- 푸펠라 마지오
- 조르주 윌송